# In the court of the crimson queen
In the court of the crimson queen is een studioalbum van Toyah. De titel is een variant op In the court of the crimson king, het eerste album van King Crimson, de muziekgroep van haar echtgenoot (gegevens 2011) Robert Fripp. Bij het album "queen" werd zij herenigd met Simon Darlow, ooit lid van de naar haar genoemde band. Toyah en Simon schreven de muziek en teksten en voerden die ook uit, waarbij de muziek af en toe teruggaat naar haar punktijd. Het album heeft speciale aandacht aan de extravagante en extraverte kleding en kleidingattributen van de zangeres, zoals het ook in haar begintijd was. Rood (crimson) was daar bijna altijd een onderdeel van.
Het album verscheen voor het eerst in 2008, maar dan via Remember the Eighties, een website gericht op de jaren ‘80 waarin Toyah haar grootste successen had. In 2010 werd het ook via het “gewone circuit” uitgebracht. Het album werd voorafgegaan door de downloadsingle Latex Messiah.

## Musici
- Toyah – zang
- Simon Darlow – alle muziekinstrumenten behalve
- Alfie Darwlow – viool Heal ourselves en drumloops Heal ourselves en Lesser God

## Muziek
Alle van Toyah/Darlow

| Nr. | Titel                                | Duur |
| --- | ------------------------------------ | ---- |
| 1.  | Sensational                          | 3:48 |
| 2.  | Latex Messiah (Viva la rebel in you) | 3:51 |
| 3.  | Heal ourselves                       | 3:56 |
| 4.  | Lesser God                           | 3:51 |
| 5.  | Angel in you                         | 3:42 |
| 6.  | Love crazy                           | 3:35 |
| 7.  | Bad man                              | 3:59 |
| 8.  | Hyperventilate                       | 3:24 |
| 9.  | Come                                 | 3:38 |
| 10. | Legacy                               | 4:12 |